# Muskarinski acetilholinski receptor M5
Ljudski muskarinski acetilholinski receptor M5, kodiran  genom, je član superfamilije integralnih membranskih proteina G protein spregnutih receptora. Vezivanje endogenog liganda acetilholina za M5 receptor postiče brojne ćelijske odgovore kao što je inhibicija adenilat ciklaze, degradacija fosfoinozitida, i modulacija kalijumskog kanala. Muskarinski receptori posreduju mnoge efekte acetilholina u centralnom i perifernom nervnom sistemu. Kliničke implikacije ovog receptora nisu potpuno istražene. Poznato je da stimulacija ovog receptora efektivno snižava nivoe cikličnog AMP-a i umanjuje aktivnost proteinske kinaze A (PKA).

## Ligandi
Visoko selektivni agonisti ili antagonisti za M5 receptor nisu pozanati (2009). Nekoliko neselektivnih muskarinskih agonista i antagonista ima znatan afinitet za M5.

### Agonisti
- Milamelin (E)-1,2,5,6-Tetrahidro-1-metil-3-piridinkarboksaldehid-O-metiloksim
- Sabkomelin

### Pozitivni alosterni modulatori
- : ; >30 puta selektivniji u odnosu na M1 i M3, neaktivan na M2 i M4.[1]

### Antagonisti
- Ksanomelin[2]

## Literatura
- Brann MR; Ellis J; Jørgensen H;  . (1994). „Muscarinic acetylcholine receptor subtypes: localization and structure/function.”. Prog. Brain Res. 98: 121—7. PMID 8248499. doi:10.1016/S0079-6123(08)62388-2.
- Gutkind JS, Novotny EA, Brann MR, Robbins KC (1991). „Muscarinic acetylcholine receptor subtypes as agonist-dependent oncogenes.”. Proc. Natl. Acad. Sci. U.S.A. 88 (11): 4703—7. PMC 51734 . PMID 1905013. doi:10.1073/pnas.88.11.4703.
- Liao CF; Themmen AP; Joho R;  . (1989). „Molecular cloning and expression of a fifth muscarinic acetylcholine receptor.”. J. Biol. Chem. 264 (13): 7328—37. PMID 2540186.
- Bonner TI, Young AC, Brann MR, Buckley NJ (1990). „Cloning and expression of the human and rat m5 muscarinic acetylcholine receptor genes.”. Neuron. 1 (5): 403—10. PMID 3272174. doi:10.1016/0896-6273(88)90190-0.
- Crespo P; Xu N; Daniotti JL;  . (1994). „Signaling through transforming G protein-coupled receptors in NIH 3T3 cells involves c-Raf activation. Evidence for a protein kinase C-independent pathway.”. J. Biol. Chem. 269 (33): 21103—9. PMID 8063729.
- Haga K; Kameyama K; Haga T;  . (1996). „Phosphorylation of human m1 muscarinic acetylcholine receptors by G protein-coupled receptor kinase 2 and protein kinase C.”. J. Biol. Chem. 271 (5): 2776—82. PMID 8576254. doi:10.1074/jbc.271.5.2776.
- Kohn EC; Alessandro R; Probst J;  . (1996). „Identification and molecular characterization of a m5 muscarinic receptor in A2058 human melanoma cells. Coupling to inhibition of adenylyl cyclase and stimulation of phospholipase A2.”. J. Biol. Chem. 271 (29): 17476—84. PMID 8663391. doi:10.1074/jbc.271.29.17476.
- Burstein ES, Spalding TA, Brann MR (1998). „The second intracellular loop of the m5 muscarinic receptor is the switch which enables G-protein coupling.”. J. Biol. Chem. 273 (38): 24322—7. PMID 9733718. doi:10.1074/jbc.273.38.24322.
- Sato KZ; Fujii T; Watanabe Y;  . (1999). „Diversity of mRNA expression for muscarinic acetylcholine receptor subtypes and neuronal nicotinic acetylcholine receptor subunits in human mononuclear leukocytes and leukemic cell lines.”. Neurosci. Lett. 266 (1): 17—20. PMID 10336173. doi:10.1016/S0304-3940(99)00259-1.
- Wang H; Han H; Zhang L;  . (2001). „Expression of multiple subtypes of muscarinic receptors and cellular distribution in the human heart.”. Mol. Pharmacol. 59 (5): 1029—36. PMID 11306684.
- Buchli R; Ndoye A; Arredondo J;  . (2002). „Identification and characterization of muscarinic acetylcholine receptor subtypes expressed in human skin melanocytes.”. Mol. Cell. Biochem. 228 (1–2): 57—72. PMID 11855742. doi:10.1023/A:1013368509855.
- Strausberg RL; Feingold EA; Grouse LH;  . (2003). „Generation and initial analysis of more than 15,000 full-length human and mouse cDNA sequences”. Proc. Natl. Acad. Sci. U.S.A. 99 (26): 16899—903. PMC 139241 . PMID 12477932. doi:10.1073/pnas.242603899.
- Fujii T, Watanabe Y, Inoue T, Kawashima K (2003). „Upregulation of mRNA encoding the M5 muscarinic acetylcholine receptor in human T- and B-lymphocytes during immunological responses”. Neurochem. Res. 28 (3–4): 423—9. PMID 12675126. doi:10.1023/A:1022840416292.
- Ota T; Suzuki Y; Nishikawa T;  . (2004). „Complete sequencing and characterization of 21,243 full-length human cDNAs”. Nat. Genet. 36 (1): 40—5. PMID 14702039. doi:10.1038/ng1285.
- De Luca V; Wang H; Squassina A;  . (2004). „Linkage of M5 muscarinic and alpha7-nicotinic receptor genes on 15q13 to schizophrenia”. Neuropsychobiology. 50 (2): 124—7. PMID 15292665. doi:10.1159/000079102.
- Qu J; Zhou X; Xie R;  . (2006). „The presence of m1 to m5 receptors in human sclera: evidence of the sclera as a potential site of action for muscarinic receptor antagonists”. Curr. Eye Res. 31 (7–8): 587—97. PMID 16877267. doi:10.1080/02713680600770609.
- Anney RJ; Lotfi-Miri M; Olsson CA;  . (2007). „Variation in the gene coding for the M5 muscarinic receptor (CHRM5) influences cigarette dose but is not associated with dependence to drugs of addiction: evidence from a prospective population based cohort study of young adults”. BMC Genet. 8: 46. PMC 1978498 . PMID 17608938. doi:10.1186/1471-2156-8-46.